# 卡斯特卢基奥
卡斯特卢基奥（義大利語：Castellucchio），是意大利曼托瓦省的一个市镇。总面积46平方公里，人口5114人，人口密度111.2人/平方公里（2009年）。国家统计（ISTAT）代码为020016。